# Епархия Дебрецена-Ньиредьхазы
Епархия Дебрецен-Ньиредьхаза (венг. Debrecen-Nyíregyháza Egyházmegye, лат. Dioecesis Debrecenensis-Nyiregyhazanus) — католическая епархия латинского обряда в Венгрии с центром в городе Дебрецен. Входит в состав митрополии Эгера.
Епархия Дебрецен — Ньиредьхаза одна из самых молодых епархий Венгрии, она была образована 31 мая 1993 года. Её территория была сформирована из бывших территорий архиепархии Эгера и епархии Сегед-Чанад. Епархия располагается на востоке страны, где исторически большинство населения составляли протестанты, что объясняет тот факт, что процент католиков в епархии Дебрецен-Ньиредьхаза самый низкий в Венгрии — менее четверти всего населения.
По данным на 2006 год в епархии насчитывалось 250 000 католиков (21,8 % населения), 94 священника и 57 приходов. Кафедральным собором епархии является собор Святой Анны в Дебрецене, сокафедральным собором — собор Пресвятой Девы Марии в Ньиредьхазе. С 2015 года епархию возглавляет епископ Ференц Паланки.